# KNVB Beker 1904/05
De KNVB Beker 1904/05 was de zevende editie van dit voetbaltoernooi.
VOC Rotterdam stond voor het eerst in de finale en werd de zevende bekerwinnaar door het tweede elftal van HBS Den Haag in de finale met 3-0 te verslaan. Het eerste team van HBS was in 1901 bekerwinnaar en in 1902 en 1903 verliezend finalist.

## Eerste ronde
- Resultaten:[2]

| Datum    | Thuis                   | Uitslag | Uit                    | Bijzonderheden                     |
| -------- | ----------------------- | ------- | ---------------------- | ---------------------------------- |
| 06.11.04 | Concordia (Delft)       | 2:1     | Quick 2 (Den Haag)     |                                    |
| 06.11.04 | ZVV (Zwolle)            | 0:5     | Volharding (Amsterdam) |                                    |
| 06.11.04 | NOAD (Breda)            | 5:1     | AVV (Amsterdam)        |                                    |
| 06.11.04 | Hercules (Enschede)     | 5:0     | UVC (Amsterdam)        | reglementair, UVC trekt zich terug |
| 06.11.04 | Be Quick (Zutphen)      | 3:5     | VOC                    |                                    |
| 06.11.04 | Excelsior (Rotterdam)   | 1:2     | Sparta (Breda)         |                                    |
| 06.11.04 | Hercules 2 (Utrecht)    | 8:2     | Victoria (Tiel)        |                                    |
| 06.11.04 | Swift (Amsterdam)       | 5:2     | Velox (Nijmegen)       |                                    |
| 06.11.04 | DFC 2                   | 0:3     | HFC 2                  |                                    |
| 06.11.04 | Allen Weerbaar (Bussum) | 2:11    | Wilhelmina (Den Bosch) |                                    |
| 06.11.04 | Saturnus (Rotterdam)    | 2:1     | Ajax (Amsterdam)       |                                    |
| 06.11.04 | Willem II (Tilburg)     | 2:3     | Celeritas (Rotterdam)  |                                    |
| 06.11.04 | Quick (Amsterdam)       | 3:1     | Oranje Nassau (Almelo) |                                    |
| 06.11.04 | HBS 2                   | 10:1    | Neptunus (Rotterdam)   |                                    |
| 06.11.04 | Achilles (Rotterdam)    | 2:1     | De Tubanters           |                                    |
| 06.11.04 | UD                      | 4:3     | Quick (Amersfoort)     |                                    |
| 06.11.04 | Oosterpark (Amsterdam)  | 2:1     | RAP 2                  |                                    |
| 06.11.04 | Be Quick (Groningen)    | 3:2     | Voorwaarts (Den Haag)  |                                    |
| 06.11.04 | VVV (Amsterdam)         | 2:0     | UVV                    |                                    |
| 06.11.04 | DVS (Rotterdam)         | 1:2     | Unitas (Rotterdam)     |                                    |
| 06.11.04 | Celeritas 2 (Rotterdam) | 3:7     | VOC 2                  |                                    |
| 06.11.04 | EDO (Amsterdam)         | 1:4     | Victoria (Hilversum)   |                                    |
| 06.11.04 | Vitesse 2 (Arnhem)      | 11:0    | AVV 2 (Amsterdam)      |                                    |
| 06.11.04 | Gorcum                  | 5:2     | Tubantia               |                                    |
| 06.11.04 | Haarlem 2               | 0:4     | EMM (Middelburg)       |                                    |
| 06.11.04 | PW                      | 5:0     | AFC                    |                                    |

## Tussenronde
- Resultaten:[3]

| Datum    | Thuis                  | Uitslag | Uit                    | Bijzonderheden                       |
| -------- | ---------------------- | ------- | ---------------------- | ------------------------------------ |
| 04.12.04 | UD                     | 5:0     | Quick (Amsterdam)      | reglementair, Quick trekt zich terug |
| 04.12.04 | Gorcum                 | 2:3     | Concordia (Delft)      |                                      |
| 04.12.04 | Hercules (Enschede)    | 2:3     | Vitesse 2 (Arnhem)     |                                      |
| 04.12.04 | Wilhelmina (Den Bosch) | 3:3     | Unitas (Rotterdam)     | na verlenging                        |
| 18.12.04 | Unitas (Rotterdam)     | 0:1     | Wilhelmina (Den Bosch) | replay                               |
| 04.12.04 | Swift (Amsterdam)      | 2:7     | Victoria (Hilversum)   |                                      |
| 04.12.04 | Achilles (Rotterdam)   | 1:3     | Oosterpark (Amsterdam) |                                      |
| 04.12.04 | VOC 2 (Rotterdam)      | 1:3     | Be Quick (Groningen)   |                                      |
| 04.12.04 | HFC 2                  | 7:1     | PW                     |                                      |
| 18.12.04 | Saturnus (Rotterdam)   | 2:1     | NOAD (Breda)           |                                      |
| 08.01.05 | Celeritas (Rotterdam)  | 2:5     | HBS 2                  |                                      |

## Tweede ronde
- Resultaten:[7]

| Datum    | Thuis                  | Uitslag | Uit                    | Bijzonderheden |
| -------- | ---------------------- | ------- | ---------------------- | -------------- |
| 05.02.05 | EMM (Middelburg)       | 5:1     | VVV (Amsterdam)        |                |
| 05.02.05 | Vitesse 2 (Arnhem)     | 1:2     | Victoria (Hilversum)   |                |
| 05.02.05 | Wilhelmina (Den Bosch) | 2:3     | HFC 2                  | na verlenging  |
| 05.02.05 | Be Quick (Groningen)   | 3:6     | Volharding (Amsterdam) |                |
| 05.02.05 | VOC                    | 5:2     | Hercules 2 (Utrecht)   |                |
| 05.02.05 | Oosterpark (Amsterdam) | 0:13    | Concordia (Delft)      |                |
| 05.02.05 | Saturnus (Rotterdam)   | 5:2     | UD                     |                |
| 05.02.05 | HBS 2                  | 9:1     | Sparta (Breda)         |                |

## Derde ronde
| Datum    | Thuis                | Uitslag | Uit                    | Bijzonderheden                                           |
| -------- | -------------------- | ------- | ---------------------- | -------------------------------------------------------- |
| 26.02.05 | Victoria (Hilversum) | 2:1     | HFC 2                  |                                                          |
| 05.03.05 | Concordia (Delft)    | 1:0     | Volharding (Amsterdam) |                                                          |
| 05.03.05 | HBS 2                | 8:2     | EMM (Middelburg)       |                                                          |
| 05.03.05 | Saturnus (Rotterdam) | 3:4     | VOC                    | oorspronkelijk 3-5 na verlenging i.v.m. protest Saturnus |

## Vierde ronde
| Datum    | Thuis             | Uitslag | Uit                  | Bijzonderheden |
| -------- | ----------------- | ------- | -------------------- | -------------- |
| 26.03.05 | HBS 2             | 3:2     | Victoria (Hilversum) | terrein HFC    |
| 02.04.05 | Concordia (Delft) | 2:4     | VOC                  | terrein HBS    |

## Finale
|                                    |                                    |               |       |                                                                          |
| 30 april 1905 Finale Holdert beker | VOC                                | 3 – 0 (2 – 0) | HBS 2 | terrein HVV, Den Haag Toeschouwers: ? Scheidsrechter: H. P. Solomons Jr. |
| 30 april 1905 Finale Holdert beker | Jerris Van Duijn pen.' H. Breuning | (report)      |       | terrein HVV, Den Haag Toeschouwers: ? Scheidsrechter: H. P. Solomons Jr. |